# ローラ・T97/30
ローラ・T97/30 (Lola T97/30) は、マスターカード・ローラが1997年のF1世界選手権に投入したフォーミュラ1カー。ドライバーは1995年の国際F3000選手権チャンピオンのヴィンセンツォ・ソスピリと、フットワークから移籍してきたリカルド・ロセット。しかしながら、チームがF1に参加したのはごく短期間であった。1993年以来のローラ製F1は1998年シーズンに向けて計画されていた。しかし、メインスポンサーであったマスターカードからの強い希望により、当初の計画から一年前倒しで参戦することとなった。

## レース戦歴
ローラは1997年シーズンに新規参入した2番目のチームで、もう1つはマスターカードのライバル企業であるHSBCがビッグスポンサーについたスチュワート・グランプリだった。これに触発され、メインスポンサーのマスターカードが計画よりも一年早く参入することを熱望したため、チームはシーズン開始の数週間前に急いでT97/30を製作した。スチュワートは1996年シーズンの終わりまでにエントリーを発表し、既に数週間のテストを終えていたが、ローラはシーズン開幕までほとんど何もできていなかった。エンジンは前々年にザウバー・C14に搭載されたフォード・コスワース・ZETEC-Rエンジン(排気量3000cc、V8仕様)で、さらに前年にフォルティのFG01B及びFG03に換装されていた、実質3年落ちの代物であり、マシン開発及び参戦準備期間が充分でないことの象徴と懸念されていた。
開幕戦のオーストラリアGPで行われた最初の簡単なテストで、2台のT97/30は直線でもコーナーでも遅いことが示された。エアロダイナミクスは空気抵抗が多すぎて十分なダウンフォースも生じていなかった。これはまた、タイヤが適切な温度まで上昇できないことを意味した。ドライバーは両名とも困難なハンドリングで苦労し、予選通過タイムを切ることはできなかった。結局、ソスピリは11秒遅れ、ロセットは12秒遅れで両者とも予選落ちとなった。
第2戦ブラジルGPのためにマシンはブラジルに輸送されたが、マスターカードが急遽スポンサーから撤退したことで活動資金が枯渇。フリープラクティスを走行することすらなく、チームはF1から撤退した。
チームは決勝に一度も進出できずノーポイントで、ランキング外となった。

## F1における全成績
(key) （太字はポールポジション）
| 年     | チーム                 | エンジン                    | タイヤ | No. | ドライバー | 1   | 2   | 3   | 4   | 5   | 6   | 7   | 8   | 9   | 10  | 11  | 12  | 13  | 14  | 15  | 16  | 17  | ポイント | 順位 |
| ------ | ---------------------- | --------------------------- | ------ | --- | ---------- | --- | --- | --- | --- | --- | --- | --- | --- | --- | --- | --- | --- | --- | --- | --- | --- | --- | -------- | ---- |
| 1997年 | マスターカード・ローラ | フォード Zetec R ECA 3.0 V8 | B      |     |            | AUS | BRA | ARG | SMR | MON | ESP | CAN | FRA | GBR | GER | HUN | BEL | ITA | AUT | LUX | JPN | EUR | 0        | NC   |
| 1997年 | マスターカード・ローラ | フォード Zetec R ECA 3.0 V8 | B      | 24  | ソスピリ   | DNQ | DNP |     |     |     |     |     |     |     |     |     |     |     |     |     |     |     | 0        | NC   |
| 1997年 | マスターカード・ローラ | フォード Zetec R ECA 3.0 V8 | B      | 25  | ロセット   | DNQ | DNP |     |     |     |     |     |     |     |     |     |     |     |     |     |     |     | 0        | NC   |

## 所在地
4台のT97/30の所在は以下の通りである：
- T97/30-1（ソスピリ車）：カナダのレーシングスクール
- T97/30-2（ロセット車）：カナダのレーシングスクール
- T97/30-3（スペアカー）：現在のローラのオーナーであるマーティン・ビレーンが所有。モンデロ・パークサーキットミュージアムに展示[4]。
- T97/30-4（未完成車）：ハンティンドンのローラ・ファクトリー

## 参照
1. ↑  Collins, Sam (2007). “Lola”. Unraced...Formula One's lost cars. Veloce Publishing. p. 41. ISBN 978-1-84584-084-6
2. ↑  “【特集】一度もグリッドにつかずに撤退した幻のF1チーム『マスターカード・ローラ』”. jp.motorsport.com. 2023年4月8日閲覧。
3. ↑  Collins, Sam (2007). “Chassis list”. Unraced...Formula One's lost cars. Veloce Publishing. p. 122. ISBN 978-1-84584-084-6
4. ↑  Collins, Sam (2007). “Lola”. Unraced...Formula One's lost cars. Veloce Publishing. p. 38. ISBN 978-1-84584-084-6

- AUTOCOURSE 1997-98, Henry, Alan (ed.), Hazleton Publishing Ltd. (1997) ISBN 1-874557-47-0